# NGC 92

NGC 92

NGC 92 أو إن جي سي 92 هيَ مجرة حلزونية غير ضلعية تَقع في رباعية روبرت ضِمن كوكبة العنقاء، تتفاعل هذه المجرة مع ثلاثة مجرات مُجاورة لها NGC 87 وَNGC 88 وَNGC 89.

## وصلات خارجية
- NGC 92 على موقع ويكي سكاي: DSS2, SDSS, GALEX, IRAS, Hydrogen α, X-Ray, Astrophoto, Sky Map, Articles and images